# بريطانيا العظمى في الألعاب الأولمبية الصيفية 2020
شاركت بريطانيا العظمى في الألعاب الأولمبية الصيفية 2020 في طوكيو. كان من المُقرر عقد هذه الدورة من الألعاب الصيفية في الفترة من 24 يوليو إلى 9 أغسطس 2020، إلا أنها تأجلت إلى 23 يوليو إلى 8 أغسطس 2021 بسبب جائحة فيروس كورونا.

## الحاصلون على ميداليات
| الميدالية | الاسم | الرياضة                                       | المنافسة                                                     | التاريخ       |
| --------- | --- | --------------------------------------------- | ------------------------------------------------------------ | ------------- |
| ذهبية     | توم بيدكوك | ركوب الدراجات                                 | اختراق الضاحية رجال                                          | 26 تموز\يوليو |
| ذهبية     | توم دالي (لاعب غطس) ماتي لي | الغطس                                         | تزامن من المنصبة الثابتة ارتفاع 10 أمتار - رجال              | 26 تموز\يوليو |
| ذهبية     | آدم بيتي | السباحة                                       | 100 متر صدر رجال                                             | 26 تموز\يوليو |
| ذهبية     | توماس دين (سباح) | السباحة                                       | السباحة في الألعاب الأولمبية الصيفية 2020 – 200 متر حرة رجال | 27 تموز\يوليو |
| ذهبية     | توماس دين (سباح) جيمس غاي كالوم جارفيس[b] ماثيو ريتشارد (سباح) دونكان سكوت | السباحة                                       | 4 × 200 متر حرة تتابع رجال                                   | 28 تموز\يوليو |
| ذهبية     | بيثاني شريفر | ركوب الدراجات                                 | سباق BMX سيدات                                               | 30 تموز\يوليو |
| ذهبية     | جيس ليرمونث جوني براونلي جورجيا تايلور-براون أليكس يي | الترياتلون                                    | تتابع مختلط                                                  | 31 تموز\يوليو |
| ذهبية     | فريا أندرسون [b] كاثلين داوسون جيمس غاي آدم بيتي أنا هوبكين | السباحة                                       | 4 × 100 متر متنوع تتابع مختلط                                | 31 تموز\يوليو |
| ذهبية     | Charlotte Worthington | ركوب الدراجات                                 | سباق BMX أسلوب حر سيدات                                      | 1 آب\أغسطس    |
| ذهبية     | ماكس ويتلوك | الجمباز في الألعاب الأولمبية الصيفية 2020     | Men's pommel horse                                           | 1 آب\أغسطس    |
| ذهبية     | لورا كوليت Tom McEwen Oliver Townend | الفروسية                                      | Team eventing                                                | 2 آب\أغسطس    |
| ذهبية     | ستوارت بيثل دايلان فليتشر | الإبحار في الألعاب الأولمبية الصيفية 2020     | 49er                                                         | 3 آب\أغسطس    |
| ذهبية     | جايلز سكوت | الإبحار في الألعاب الأولمبية الصيفية 2020     | Finn                                                         | 3 آب\أغسطس    |
| ذهبية     | هانا ميلس Eilidh McIntyre | الإبحار في الألعاب الأولمبية الصيفية 2020     | 470 سيدات                                                    | 4 آب\أغسطس    |
| ذهبية     | بين ماهر | الفروسية                                      | القفز الفردي                                                 | 4 آب\أغسطس    |
| ذهبية     | Matthew Walls | ركوب الدراجات                                 | سباق أومينيوم رجال                                           | 5 آب\أغسطس    |
| ذهبية     | كاتي أرشيبالد لورا تروت | ركوب الدراجات                                 | سباق ماديسون سيدات                                           | 6 آب\أغسطس    |
| ذهبية     | كيت فرينش | الخماسي الحديث                                | فردي السيدات                                                 | 6 آب\أغسطس    |
| ذهبية     | جلال يافعي | الملاكمة                                      | وزن الذبابة رجال                                             | 7 آب\أغسطس    |
| ذهبية     | جو تشونغ | الخماسي الحديث                                | فردي الرجال                                                  | 7 آب\أغسطس    |
| ذهبية     | جيسون كيني | ركوب الدراجات                                 | سباق كيرين رجال                                              | 8 آب\أغسطس    |
| ذهبية     | لورين برايس | الملاكمة                                      | الوزن المتوسط سيدات                                          | 8 آب\أغسطس    |
| فضية      | برادلي سيندون | التايكوندو في الألعاب الأولمبية الصيفية 2020  | وزن 68 كغم رجال                                              | 25 تموز\يوليو |
| فضية      | لورين ويليامز | التايكوندو في الألعاب الأولمبية الصيفية 2020  | وزن 67 كغم سيدات                                             | 26 تموز\يوليو |
| فضية      | أليكس يي ‏ | الرياتلون                                     | فردي الرجال                                                  | 26 تموز\يوليو |
| فضية      | دونكان سكوت | السباحة                                       | السباحة في الألعاب الأولمبية الصيفية 2020 – 200 متر حرة رجال | 27 تموز\يوليو |
| فضية      | جورجيا تايلور-براون | الترياتلون فردي السيدات                       | 27 تموز\يوليو                                                |               |
| فضية      | توم باراس (مجدف) جاك بومونت (مجدف) بيتر غروم هاري ليسك | التجديف في الألعاب الأولمبية الصيفية 2020     | زوارق التجديف الرباعي رجال                                   | 28 تموز\يوليو |
| فضية      | مالوري فرانكلين | ركوب الكنو في الألعاب الأولمبية الصيفية 2020  | C-1 سيدات                                                    | 29 تموز\يوليو |
| فضية      | دونكان سكوت | السباحة                                       | 200 متر فردي متنوع رجال                                      | 30 تموز\يوليو |
| فضية      | كاي وايت | ركوب الدراجات                                 | سباق BMX رجال                                                | 30 تموز\يوليو |
| فضية      | لوك غرينبانك جيمس غاي دونكان سكوت آدم بيتي جيمس ويلبي (سباح)[b] | السباحة                                       | 4 × 100 متر تتابع متنوع رجال                                 | 1 آب\أغسطس    |
| فضية      | توم ماك أوين | الفروسية                                      | السباقات الفردية                                             | 2 آب\أغسطس    |
| فضية      | إيميلي كامبل | رفع الأثقال في الألعاب الأولمبية الصيفية 2020 | وزن فوق +87 كغم سيدات                                        | 2 آب\أغسطس    |
| فضية      | جون غيمسون أنا بورنيت | الإبحار في الألعاب الأولمبية الصيفية 2020     | nacra 17 مختلط                                               | 3 آب\أغسطس    |
| فضية      | كاتي أرشيبالد إلينور باركر نيه إيفانز لورا تروت جوزي ونايت | ركوب الدراجات                                 | سباق المطاردة فرق سيدات                                      | 3 آب\أغسطس    |
| فضية      | جاك كارلن جيسون كيني ريان أوينز (دراج) | ركوب الدراجات                                 | Men's team sprint [الإنجليزية]                               | 3 آب\أغسطس    |
| فضية      | بات ماكورماك (ملاكم مواليد 1995) | الملاكمة                                      | وزن الوسط رجال                                               | 3 آب\أغسطس    |
| فضية      | كيلي هودجكينسون | ألعاب القوى في الألعاب الأولمبية الصيفية 2020 | 800 متر سيدات                                                | 3 آب\أغسطس    |
| فضية      | بنيامين ويتاكر | الملاكمة                                      | وزن ثقيل الخفيف رجال                                         | 4 آب\أغسطس    |
| فضية      | لورا موير | ألعاب القوى في الألعاب الأولمبية الصيفية 2020 | 1500 متر سيدات                                               | 6 آب\أغسطس    |
| فضية      | Chijindu Ujah زارنيل هيوز ريتشارد كيلتي نيثانيل ميتشل بليك | ألعاب القوى في الألعاب الأولمبية الصيفية 2020 | 4 × 100 متر تتابع رجال                                       | 6 آب\أغسطس    |
| فضية      | إيثان هايتر ماثيو ولز | ركوب الدراجات                                 | سباق ماديسون رجال                                            | 7 آب\أغسطس    |
| برونزية   | تشيلسي غايلز | الجودو في الألعاب الأولمبية الصيفية 2020      | وزن 52 كغم سيدات                                             | 25 تموز\يوليو |
| برونزية   | بيانكا ووكدين | التايكوندو في الألعاب الأولمبية الصيفية 2020  | وزن فوق +67 كغم سيدات                                        | 27 تموز\يوليو |
| برونزية   | جينيفر جاديروفا جيسيكا غاديروفا أليس كينسلا أميلي مورغان | الجمباز في الألعاب الأولمبية الصيفية 2020     | الجمباز الفني الشامل - فرق سيدات                             | 27 تموز\يوليو |
| برونزية   | شارلوت دوغاردان شارلوت فراي كارل هيستر | الفروسية                                      | ترويض - فرق                                                  | 27 تموز\يوليو |
| برونزية   | شارلوت دوغاردان | الفروسية                                      | ترويض - فردي                                                 | 28 تموز\يوليو |
| برونزية   | Matthew Coward-Holley | الرماية في الألعاب الأولمبية الصيفية 2020     | تراب رجال                                                    | 29 تموز\يوليو |
| برونزية   | - جوش بوغاجسكي - جاكوب دوسن - تشارلز إلويس - توماس فورد (مجدف) - توماس جورج (مجدف) - جيمس رودكين - محمد صبيحي - أوليفر واين-غريفيص - هنري فيلدمان | التجديف في الألعاب الأولمبية الصيفية 2020     | تجديف ثماني رجال                                             | 30 تموز\يوليو |
| برونزية   | لوك غيرينبانك | السباحة                                       | 200 متر ظهر رجال                                             | 30 تموز\يوليو |
| برونزية   | برايوني بيج | الجمباز في الألعاب الأولمبية الصيفية 2020     | ترامبولين السيدات                                            | 30 تموز\يوليو |
| برونزية   | إيما ويلسون (لاعبة إبحار) | الإبحار في الألعاب الأولمبية الصيفية 2020     | RS:X السيدات                                                 | 31 تموز\يوليو |
| برونزية   | كاريس آرتينغستول | الملاكمة                                      | وزن الريشة سيدات                                             | 31 تموز\يوليو |
| برونزية   | ديكلان بروكس | ركوب الدراجات                                 | سباق BMX حر رجال                                             | 1 آب\أغسطس    |
| برونزية   | جاك لو | الغطس                                         | قفز من منصة الوثب بارتفاع 3 أمتار رجال                       | 3 آب\أغسطس    |
| برونزية   | سكاي براون | التزلج على اللوح                              | سيدات                                                        | 4 آب\أغسطس    |
| برونزية   | فريزر كلارك | الملاكمة                                      | وزن فوق الثقيل رجال                                          | 4 آب\أغسطس    |
| برونزية   | ليام جوستين | ركوب الكنو في الألعاب الأولمبية الصيفية 2020  | K1 200 رجال                                                  | 5 آب\أغسطس    |
| برونزية   | هولي برادشو | ألعاب القوى في الألعاب الأولمبية الصيفية 2020 | القفز بالزانة سيدات                                          | 5 آب\أغسطس    |
| برونزية   | منتخب بريطانيا العظمى لهوكي الحقل للسيدات - مادي هينتش - أنا تومان - ليا ويلكنسون - غيزيل أنسلي - هولي ويب - غريس بالسدون - لورا أنسوولث - سارا جونز - سوزانا تاونسيند - فيونا كراكيلز - شونا ماكلين - هانا مارتين - سارة روبرتسون - إلي راير - إيزابيل بيتر - ليلي أوسلي | الهوكي في الألعاب الأولمبية الصيفية 2020      | السيدات                                                      | 6 آب\أغسطس    |
| برونزية   | جاك كارلن | ركوب الدراجات                                 | سباق الرجال                                                  | 6 آب\أغسطس    |
| برونزية   | أشا فيليب إيماني لارا لانسيكو دينا آشر سميث داريل نيتا | ألعاب القوى في الألعاب الأولمبية الصيفية 2020 | 4 × 200 متر تتابع سيدات                                      | 6 آب\أغسطس    |
| برونزية   | توم دالي (لاعب غطس) | الغطس                                         | المنصة الثابتة ارتفاع 10 أمتار رجال                          | 7 آب\أغسطس    |
| برونزية   | جوش كير | ألعاب القوى في الألعاب الأولمبية الصيفية 2020 | 1500 متر رجال                                                | 7 آب\أغسطس    |

| الرياضة           | الأول | الثاني | الثالث | Total |
| ركوب الدراجات     | 6     | 4      | 2      | 12    |
| السباحة           | 4     | 3      | 1      | 8     |
| الإبحار           | 3     | 1      | 1      | 5     |
| الملاكمة          | 2     | 2      | 2      | 6     |
| الفروسية          | 2     | 1      | 2      | 5     |
| Modern pentathlon | 2     | 0      | 0      | 2     |
| ترياثلون          | 1     | 2      | 0      | 3     |
| الغطس             | 1     | 0      | 2      | 3     |
| الجمباز           | 1     | 0      | 2      | 3     |
| Athletics         | 0     | 3      | 3      | 6     |
| التايكوندو        | 0     | 2      | 1      | 3     |
| التجديف بالقوارب  | 0     | 1      | 1      | 2     |
| التجديف           | 0     | 1      | 1      | 2     |
| رفع الأثقال       | 0     | 1      | 0      | 1     |
| Field hockey      | 0     | 0      | 1      | 1     |
| الجودو            | 0     | 0      | 1      | 1     |
| الرماية           | 0     | 0      | 1      | 1     |
| التزلج على اللوح  | 0     | 0      | 1      | 1     |
| المجموع           | 22    | 21     | 22     | 65    |

| الميداليات حسب التاريخ | الميداليات حسب التاريخ | الميداليات حسب التاريخ | الميداليات حسب التاريخ | الميداليات حسب التاريخ | الميداليات حسب التاريخ |
| ---------------------- | ---------------------- | ---------------------- | ---------------------- | ---------------------- | ---------------------- |
| اليوم                  | التاريخ                | الأول                  | الثاني                 | الثالث                 | المجموع                |
| 1                      | 24 تموز\يوليو          | 0                      | 0                      | 0                      | 0                      |
| 2                      | 25 تموز\يوليو          | 0                      | 1                      | 1                      | 2                      |
| 3                      | 26 تموز\يوليو          | 3                      | 2                      | 0                      | 5                      |
| 4                      | 27 تموز\يوليو          | 1                      | 2                      | 3                      | 6                      |
| 5                      | 28 تموز\يوليو          | 1                      | 1                      | 1                      | 3                      |
| 6                      | 29 تموز\يوليو          | 0                      | 1                      | 1                      | 2                      |
| 7                      | 30 تموز\يوليو          | 1                      | 2                      | 3                      | 6                      |
| 8                      | 31 تموز\يوليو          | 2                      | 0                      | 2                      | 4                      |
| 9                      | 1 آب\أغسطس             | 2                      | 1                      | 1                      | 4                      |
| 10                     | 2 آب\أغسطس             | 1                      | 2                      | 0                      | 3                      |
| 11                     | 3 آب\أغسطس             | 2                      | 5                      | 1                      | 8                      |
| 12                     | 4 آب\أغسطس             | 2                      | 1                      | 2                      | 5                      |
| 13                     | 5 آب\أغسطس             | 1                      | 0                      | 2                      | 3                      |
| 14                     | 6 آب\أغسطس             | 2                      | 2                      | 3                      | 7                      |
| 15                     | 7 آب\أغسطس             | 2                      | 1                      | 2                      | 5                      |
| 16                     | 8 آب\أغسطس             | 2                      | 0                      | 0                      | 2                      |
| المجموع                | المجموع                | 22                     | 21                     | 22                     | 65                     |

### لاعبون حصلوا على عدّة ميداليات
فاز المنافسون التالية أسماؤهو من الفريق البريطاني بميداليات متعددة في دورة الألعاب الأولمبية 2020.
| الاسم                | الميدالية                  | الرياضة       | المنافسة |
| -------------------- | -------------------------- | ------------- | --- |
| Adam Peaty           | ذهبية · ذهبية · فضية       | السباحة       | 100 متر سباحة صدر رجال 4 × 100 متر تتابع مختلط 4 × 100 متر تتابع متنوع رجال                                                                   |
| James Guy            | ذهبية · ذهبية · فضية       | السباحة       | 4 × 100 متر تتابع حرة رجال 4 × 100 متر متنوع تتابع مختلط 4 × 100] متر تتابع متنوع رجال                                                        |
| Tom Dean             | ذهبية · ذهبية              | السباحة       | السباحة في الألعاب الأولمبية الصيفية 2020 – 200 متر حرة رجال 4 × 200 متر حرة تتابع رجال                                                       |
| Duncan Scott         | ذهبية · فضية · فضية · فضية | السباحة       | 4 × 200 متر تتابع حرة رجال السباحة في الألعاب الأولمبية الصيفية 2020 – 200 متر حرة رجال 200 متر فردي متنوع رجال 4 × 100 متر تتابع متنوع رجال* |
| Georgia Taylor-Brown | ذهبية · فضية               | الترياتلون    | تتابع مختلط] فردي السيدات |
| Alex Yee             | ذهبية · فضية               | الترياتلون    | تتابع مختلط فردي الرجال |
| Tom McEwen           | ذهبية · فضية               | الفروسية      | سباقات الفروسية فرق سباقات الفروسية الفردية                                                                                                   |
| لورا كيني            | ذهبية · فضية               | ركوب الدراجات | ماديسون سيدات فرق سيدات |
| جيسون كيني           | ذهبية · فضية               | ركوب الدراجات | كيرين الرجال فرق رجال |
| كاتي آرتشيبالد       | ذهبية · فضية               | ركوب الدراجات | ماديسون سيدات فرق سيدات |
| ماثيو ولز            | ذهبية · فضية               | ركوب الدراجات | أومنيوم رجال ماديسون رجال |
| توم دالي (لاعب غطس)  | ذهبية · برونزية            | الغطس         | الغطس 10 منصة متزامنة 10 أمتار رجال المنصة الثابتة 10 متر رجال                                                                                |
| جاك كارلين           | فضية · برونزية             | ركوب الدراجات | فرق رجال سباق الرجال |
| لوك غرينبانك         | فضية · برونزية             | السباحة       | 4 × 100 متر تتابع رجال 200 متر ظهر رجا |
| شارلوت دوغاردان      | برونزية · برونزية          | الفروسية      | الفرق الترويض - فردي |